# Belža
Belža (bis 1927 slowakisch auch „Belša“; ungarisch Bölzse – bis 1907 ungarisch Hárombölzse) ist eine Gemeinde im Osten der Slowakei mit 442 Einwohnern (Stand 31. Dezember 2024), die zum Okres Košice-okolie, einem Teil des Košický kraj, gehört und in der traditionellen Landschaft Abov liegt.

## Geographie
Die Gemeinde befindet sich im südlichen Teil des Talkessels Košická kotlina, am Bach Belžiansky potok im Einzugsgebiet des Hornád. Das Ortszentrum liegt auf einer Höhe von 182 m n.m. und ist 17 Kilometer von Košice entfernt.
Nachbargemeinden sind Haniska im Norden, Čaňa im Nordosten, Gyňov im Osten sowie Seňa im Südosten, Süden und Westen.

## Geschichte
Die heutige Gemeinde entstand nach 1877 durch Zusammenschluss der Orte Stredná Belža (ungarisch Szigetbölzse), Šándorova Belža (ungarisch Sándorbölzse) und Vyšná Belža (ungarisch Kápolnabölzse).
Der ursprüngliche Ort wurde zum ersten Mal 1232 als Bilsa schriftlich erwähnt und war ein Besitz des Landadels. 1427 gab es im Ort eine Porta. Wegen zerstückelter Besitzverhältnisse teilte sich Belža gegen Mitte des 15. Jahrhunderts in drei selbständige Orte, wovon die Namen Kapolnas Belse (1472) sowie Sandor Belse und Zigeth Belse (beide 1489) zeugen. Im 18. Jahrhundert stammten die Besitzer aus den Familien Kormos, Melczer, Szilágyi, Korponay sowie anderen. 1828 zählte man in Stredná Belža 44 Häuser und 305 Einwohner, in Šándorova Belža 11 Häuser und 80 Einwohner und in Vyšná Belža 10 Häuser und 72 Einwohner.
Bis 1918/1919 gehörte der im Komitat Abaúj-Torna liegende Ort zum Königreich Ungarn und kam danach zur Tschechoslowakei beziehungsweise heute Slowakei. Auf Grund des Ersten Wiener Schiedsspruchs lag er von 1938 bis 1945 noch einmal in Ungarn.

## Bevölkerung
| Jahr                | 1994 | 2004   | 2014     | 2024    |
| ------------------- | ---- | ------ | -------- | ------- |
| Anzahl der Personen | 375  | 357    | 411      | 442     |
| Unterschied         |      | −4,8 % | +15,12 % | +7,54 % |

| Jahr                | 2023 | 2024    |
| ------------------- | ---- | ------- |
| Anzahl der Personen | 446  | 442     |
| Unterschied         |      | −0,89 % |

Gemäß der Volkszählung 2011 wohnten in Belža 379 Einwohner, davon 353 Slowaken und ein Deutscher. 25 Einwohner machten keine Angabe zur Ethnie.
223 Einwohner bekannten sich zur römisch-katholischen Kirche, 96 Einwohner zur griechisch-katholischen Kirche, sieben Einwohner zur reformierten Kirche und ein Einwohner zur orthodoxen Kirche. Ein Einwohner bekannte sich zu einer anderen Konfession, 10 Einwohner waren konfessionslos und bei 31 Einwohnern wurde die Konfession nicht ermittelt.

## Bauwerke und Denkmäler
- griechisch-katholische Kirche Himmelfahrt des Herrn (slowakisch Chrám Nanebovstúpenia Pána) im klassizistischen Stil aus dem Jahr 1818[6]

## Verkehr
Nach Belža führt nur die Straße 3. Ordnung 3345 als Abzweig der vorbeiführenden Straße 1. Ordnung 17. Der nächste Bahnanschluss ist am Bahnhof Košice, an der nahen Bahnstrecke Miskolc–Košice gibt es seit 2011 keinen Personennahverkehr.